# 갈고리뼈

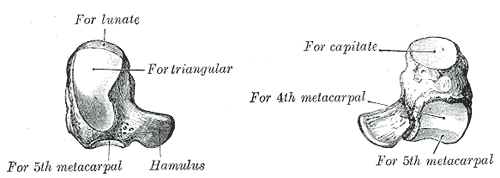

갈고리뼈(Hamate bone 또는 unciform bone) 또는 유구골은 손목뼈 원위열(distal row of carpal bones) 중 하나이다. 원위열 중 새끼손가락쪽에 있다.